# George Mihalache
George Mihalache (født i Pantelimon, Bukarest i Rumænien 23. april 1971) er en musiker eller Lăutari, der spiller cimbalom. Han er roma og specielt kendt som leder af orkestret Calibut Band, som i 2015 lavede debutpladen Travellers. George Mihalache modtog i 2015 Tinglutiprisen.
George Mihalache er søn af Andrei Mihalache, sanger og trækharmonikaspiller, og Georgeta Mihalache, født Alecu. Faren Andrei var del af den generation, om hvem George vurderer, at ”de bevarede sigøjnermusik under navnet Muzica Lautareasca, på trods af at Ceaușescu-styret ikke ville have, at roma musik kom for langt frem. Stjernerne var populære og havde derfor magt”. Forældrene lagde i opdragelsen vægt på at George og hans søskende skulle kende til Vesten og ikke være præget af det ret lukkede system, som Rumænien var under kommunismen. Tidligt havde han tilgang til klassisk musik, jazz og pop. ”Da vi voksede op, var det vores bedsteforældre, der var de første lærere. Her foregik alt efter gehør, fordi de derved kunne se, hvem der havde størst talent for musik. Jeg startede hos min farfar da jeg var 6 år, og lærte også lidt af min morfar, men efter et halvt år sagde farfar til min far, at jeg skulle have en ordentlig lærer på cimbalom. Jeg ville egentlig have startet ud på kontrabas, men jeg var for lille, og der fandtes ikke små kontrabasser dengang. Hjemme i lejligheden spillede vi desuden klaver, men cimbalom blev snart valget, ikke mindst fordi så kunne jeg tage ud og spille til bryllupper. Så ligesom de andre fra min generation gik jeg hos den dygtige musikpædagog, Victor Manu. Og fra 14-årsalderen begyndte jeg at spille rigtige jobs”, beretter George Mihalache.[kilde mangler]
George Mihalache turnerede med sin fars orkester, der efter Ceaușescus fald i 1989 begyndte at turnere i udlandet. Her mødte han i Danmark i 1992 sin kone Susanne Adina Mihalache, og George bosatte sig i København i 1994, og arbejdede som musiker på Hercegovina-restauranten i Tivoli i 12 år med sin far og bror, samt andre rumænske musikere.

## Orkestre

### The Mihalache Orchestra
Familieorkestret er en trio anført af far Andrei Mihalache på trækharmonika og ud over George med bror Meltiade Mihalache på violin.

### Lelo Nika & Friends
George Mihalache har spillet med orkestret i over 20 år. Den er i 2015-udgaven en trio, bestående udover Mihalache af Lelo Nika og Thommy Andersson. 

### Bastian-Christensen-Mihalache
Peter Bastian er virtuos på klarinet, obo og fagot. Hans Jørgen Christensen er violinist. Musikken er en blanding af svensk, norsk og rumænsk folkemusik.

### Christian Sievert & George Mihalache
George har spillet sammen med Christian Sievert i en årrække.

### Dunia
Orkestret udgav debutpladen Dunia Tales i 2015 og fik stor ros i musikbladet Gaffa.

### Calibut Band
Orkestret har udgivet debutalbummet Travelers i 2015, som fik stor ros i musikbladet Gaffa.